# A Gyűrűk Ura: A Gyűrű Szövetsége (film)
A Gyűrűk Ura: A Gyűrű Szövetsége (eredeti cím: The Lord of the Rings: The Fellowship of the Ring) 2001-ben bemutatott négyszeres Oscar-díjas új-zélandi–amerikai fantasyfilm Peter Jackson rendezésében. A film a J. R. R. Tolkien azonos című epikus fantasy-regényén alapuló A Gyűrűk Ura-filmsorozat első darabja. A rajongók között a cím általános rövidítése az eredeti címből adódó „FotR”, mely magyarra átültetve: „GySz”.
A 2001. december 19-én bemutatott filmet kiemelkedően jól fogadták mind a kritikusok, mind a rajongók, különösen utóbbiak ítélték meg úgy, hogy kellő hűség mutatkozik meg az eredeti történethez viszonyítva. A Filmművészeti és Filmtudományi Akadémia 13 kategóriában jelölte Oscar-díjra, melyek közül négy díjat meg is nyert. A mozipénztáraknál is sikert aratott a produkció, több mint 870 millió dollárt termelt világszerte, kicsivel lemaradva csupán az éves lista első helyéről, melyet a Harry Potter és a bölcsek köve szerzett meg. Világviszonylatban A Gyűrű Szövetsége minden idők 11. legsikeresebb filmjévé vált. Emellett bekerült az 1001 film, amit látnod kell, mielőtt meghalsz című könyvbe is. A film bővített változatát tartalmazó DVD-kiadás 2002. november 12-én látott napvilágot.

## Rövid történet
Sauron, a Sötét Úr az Egy Gyűrűt kutatja, aminek segítségével meghódíthatja Középföldét. A Gyűrű útja a fiatal hobbithoz, Zsákos Frodóhoz vezet, akinek el kell pusztítania a birtokába jutott apró tárgyat, hogy megállítsa Sauront és seregét. A Gyűrű Szövetségének megalakulásával Középfölde sorsa Frodón és nyolc útitársán áll: útjuk a Végzet Hegyéhez vezet, Mordor földjére, az egyetlen helyre, ahol a Gyűrűt meg lehet semmisíteni.

## Szereplők
| Szereplő         | Színész                                | Magyar hang            |
| ---------------- | -------------------------------------- | ---------------------- |
| Zsákos Frodó     | Elijah Wood                            | Csőre Gábor            |
| Gandalf          | Ian McKellen                           | Bács Ferenc            |
| Aragorn          | Viggo Mortensen                        | Selmeczi Roland        |
| Csavardi Samu    | Sean Astin                             | Kerekes József         |
| Borbak Trufiádok | Dominic Monaghan                       | Stohl András           |
| Tuk Peregrin     | Billy Boyd                             | Lippai László          |
| Boromir          | Sean Bean                              | Sinkovits-Vitay András |
| Gimli            | John Rhys-Davies                       | Rajhona Ádám           |
| Legolas          | Orlando Bloom                          | Rékasi Károly          |
| Saruman          | Christopher Lee                        | Reviczky Gábor         |
| Zsákos Bilbó     | Ian Holm                               | Makay Sándor           |
| Galadriel        | Cate Blanchett                         | Kovács Nóra            |
| Arwen            | Liv Tyler                              | Solecki Janka          |
| Elrond           | Hugo Weaving                           | Rosta Sándor           |
| Celeborn         | Marton Csokas                          | Haás Vander Péter      |
| Haldír           | Craig Parker                           | Markovics Tamás        |
| Gollam           | Andy Serkis                            | Láng Balázs            |
| Sauron           | Sala Baker (dublőr) Alan Howard (hang) | Dengyel Iván           |
| Papsajt Ászok    | David Weatherley                       | Szélyes Imre           |
| Kapuőr           | Martyn Sanderson                       | Varga Tamás            |
| Lurtz            | Lawrence Makoare                       | Bolla Róbert           |

- Elijah Wood mint Zsákos Frodó. Frodó egy hobbit, aki megörökli az Egy Gyűrűt bácsikájától, Zsákos Bilbótól. Gandalf utasítását követve útra kel vele Brí felé, majd Völgyzugolyba jut. A tisztalelkű hobbit többször is ujjára húzza a Gyűrűt, s ekkor megjelenik előtte Sauron szeme. Széltetőn súlyos sebet ejt rajta a Nazgûlok vezetője, de Elrond még időben meggyógyítja. Elvállalja a Gyűrű megsemmisítését is, melynek egyetlen módja, ha Mordorba megy. Szövetség formálódik a Gyűrűhordozó köré, akik védelmezik őt. Útja során végig elkíséri legjobb barátja, a szintén hobbit Csavardi Samu.
- Sean Astin mint Csavardi Samu. Samu egy hobbit, aki elkíséri „urát”, Frodót küldetésére. Samu derék, becsületes hobbit, aki nagyon szereti, félti Frodót, s nem csupán azért, mert ígéretet tett Gandalfnak a védelmezésére. Samu szereti a gyomrát is, fontosnak tartja az étkezést. A rendkívül hűséges kertész a végsőkig kitart Frodó mellett.
- Ian McKellen mint Szürke Gandalf. Gandalf mágus, Középfölde megbecsült mindentudója, Zsákos Bilbó jóbarátja. Ő fedezi fel, hogy Zsákos Frodó Gyűrűje az Egy Gyűrű, így mentora lesz a hobbitnak, segít neki a Gyűrű viselését illetően. A mágusok rendjének vezetője, Fehér Saruman segítségét kéri, aki azonban elárulja Középfölde népeit, s foglyul ejti Gandalfot. Felajánlja neki a választás lehetőségét, de a Szürke mágus nem hagyja el az értelmet az őrületért, s miután elmenekül Orthancból, Völgyzugolyba igyekszik, ahol a Végzet Hegyéhez tartó Szövetség vezetőjévé válik. Bár igyekszik elkerülni, a Szövetség útja mégis Moria bányáin át vezet, ahol Gandalf megküzd egy balroggal, egy ősi démonnal, aki azonban a mágust is magával húzza a sötétségbe.
- Viggo Mortensen mint Aragorn. Aragorn, más néven Vándor, egy dúnadan és egyben a gondori trón örököse. Bríben oltalma alá veszi a négy hobbitot, s elvezeti őket Széltetőig, majd Völgyzugolyba. Felajánlva kardját Frodónak, a Szövetség tagjaként indul Mordor felé. Aragornt gyengéd szálak fűzik Arwenhez, Elrond lányához. A férfit kétségek gyötrik az őt megillető hely elfoglalását illetően, félve őse, Isildur hibájától, ami folyton kísérti őt. Parth Galennél megbosszulja Boromir gyilkosát, majd Legolasszal és Gimlivel indul az Uruk-hai orkokra vadászni.
- Dominic Monaghan mint Borbak Trufiádok. Trufiádok, azaz Trufa, Frodó barátja, aki véletlenül botlik bele Frodóba és Samuba, mikor azok Brí felé indulnak. A bátor hobbit két barátjával tart, noha ő és Pippin nem egyszer galibát okoz. Szintén a Szövetség tagjaként indul Mordor felé, oldalán legjobb barátjával, Pippinnel. Amon Hen erdejében, hogy Frodó előtt szabad utat nyissanak, Pippin és ő eltereli az Uruk-haiok figyelmét, azonban az orkok magukkal viszik őket Orthancba.
- Billy Boyd mint Tuk Peregrin. Peregrin, vagyis Pippin, Frodó barátja, aki véletlenül botlik bele Frodóba és Samuba, mikor azok Brí felé indulnak. A bajkeverő hobbit két barátjával tart, noha ő és Trufa nem egyszer galibát okoz. Szintén a Szövetség tagjaként indul Mordor felé, oldalán legjobb barátjával, Trufával. Amon Hen erdejében, hogy Frodó előtt szabad utat nyissanak, Trufa és ő eltereli az Uruk-haiok figyelmét, azonban az orkok magukkal viszik őket Orthancba.
- Sean Bean mint Boromir. Boromir Gondor helytartójának, Denethornak az idősebbik fia. Aggódik népéért, akiknek kilátásai napról napra rosszabbá válnak Mordor közelében. A Gyűrűben a megoldást látja, ám véleményével egyedül van. A Szövetség tagjaként tart Mordor felé, az út során azonban megkísérti a Gyűrű hatalma, majd rövidesen elesik az orkok ellen vívott csatában. Halála előtt Aragornt testvérének és királyának hívja, noha előtte meglehetősen távolságtartó volt a trónját el nem foglaló Dúnadannal szemben.
- John Rhys-Davies mint Gimli. Gimli, a törp, Boromirhoz hasonlóan Völgyzugolyban csatlakozik a hobbitokhoz a Szövetség megalakulásakor. Gyakran fitogtatja erejét, s illeti dicső szavakkal népét, de mindemellett valódi bátorságáról is tanúbizonyságot tesz. A törpök időtlen idők óta feszültséggel viszonyulnak a tündék felé, s ez alól Gimli sem kivétel, ám a kalandok hevében jóbarátságot kezd kialakítani Legolasszal. Ő ajánlja a Morián át vezető utat a Szövetségnek, mert úgy véli, az ott élő uknokafivére, Balin szívesen látná őket, azonban a bányában egyetlen élő törp sem maradt, nagy fájdalmára. John Rhys-Davies eredetileg Boromir szerepére jelentkezett.Ő adja a hangját az entnek, Szilszakállnak is.
- Orlando Bloom mint Zöldlomb Legolas. Legolas egy tünde herceg a Mordortól északra, Rhovanionban elhelyezkedő Bakacsinerdőből, aki szintén Völgyzugolyban válik Frodó útitársává. Éles szemével és fülével, illetve halálpontos célzásával van a Szövetség segítségére. Az út során Gimli jóbarátja lesz, s a Amon Hen-i csata után Aragornnal hármasban indulnak Trufa és Pippin kiszabadítására.

Orlando Bloom eredetileg Faramir szerepére jelentkezett.
- Christopher Lee mint Fehér Saruman. Saruman a mágusok rendjének áruló vezetője, aki behódol Sauronnak, majd saját terveit is szőni kezdi Középfölde leigázásával kapcsolatban. Egy kíméletlen küzdelem után foglyul ejti Gandalfot, majd a Sötét Úr parancsára kidönteti szolgáival az Orthancot körülvevő összes fát, s kitenyészti az Uruk-hai orkok seregét, akiknek feladata megtalálni és levadászni a Gyűrű Szövetségét.
- Sala Baker mint Sauron. Sauron a történet főgonosza és címszereplője, aki megalkotta az Egy Gyűrűt Középfölde meghódításának érdekében. Isildur azonban megszerezte tőle a Gyűrűt, s most kutatja hatalmának elvesztett tárgyát. Számos teremtény szolgálja őt, a Gyűrű megtalálására a kilenc Gyűrűlidércet küldi ki, Orthancot is irányítása alá veszi Saruman árulásának köszönhetően, s mindeközben a Mordorhoz legközelebb eső Gondort is fenyegeti. Fizikai formát nem tud ölteni, szelleme egy héj nélküli, tűzben forgó szemként jelenik meg Barad-dûr tornyában.
- Hugo Weaving mint Elrond. Elrond egy sok ezer éves tünde, Arwen apja, aki maga is jelen volt, mikor Sauron elvesztette az Egy Gyűrűt. Már a katlan fölött állt Elendil fiával, mikor annak ellenállása csődöt mondott a Gyűrű felé. Elrond Völgyzugony ura, meggyógyítja Frodó sebét, melyet az angmari Boszorkányúr kardja ejtett rajta, s ő vezeti Elrond Tanácsát, aminek döntése végül az Egy Gyűrű megsemmisítése.
- Cate Blanchett mint Galadriel. Galadriel Lothlórien uralkodónője, férje Celeborn, Lórien uralkodója. Megmutatja tükrében Frodónak, mi vár Középföldére, ha küldetésük nem jár sikerrel. Galadrielt magát is megkísérti a Gyűrű, de ellenáll neki. A Szövetség távozó nyolc tagját megajándékozza, Frodónak egy különösen értékes ajándékot ad: fényt, mely a legnagyobb sötétségben is segítségére van.
- Liv Tyler mint Arwen. A tünde Arwen Elrond lánya és Aragorn szerelme. Ő vágtat Frodóval Völgyzugolyba, miután a Boszorkányúr átdöfi a hobbitot kardjával.
- Ian Holm mint Zsákos Bilbó. Bilbó Frodó bácsikája, ő találja meg a Gollamot magára hagyó Gyűrűt a Ködhegységben egy kalandozása során, s hatvan év elteltével hagyja unokaöccsére, mikor elhagyja a Megyét. Völgyzugolyban szembesül vele Frodó, mire képes a Gyűrű: bácsikáján immár tisztán kivehetők az öregedés nyomai. Bilbó a fiatal hobbitnak ajándékozza mithrilből készült mellényét és kardját, Fullánkot, ami kéken izzik, ha orkok vannak a közelben.
- Lawrence Makoare mint Lurtz. Lurtz egy Uruk-hai, Szarumán hadainak parancsnoka, ő vezeti az orkokat a Gyűrű Szövetsége után folytatott vadászatban, s ő végez Boromirral. Aragorn kardja által leli halálát.

## Történet

### Bevezetés

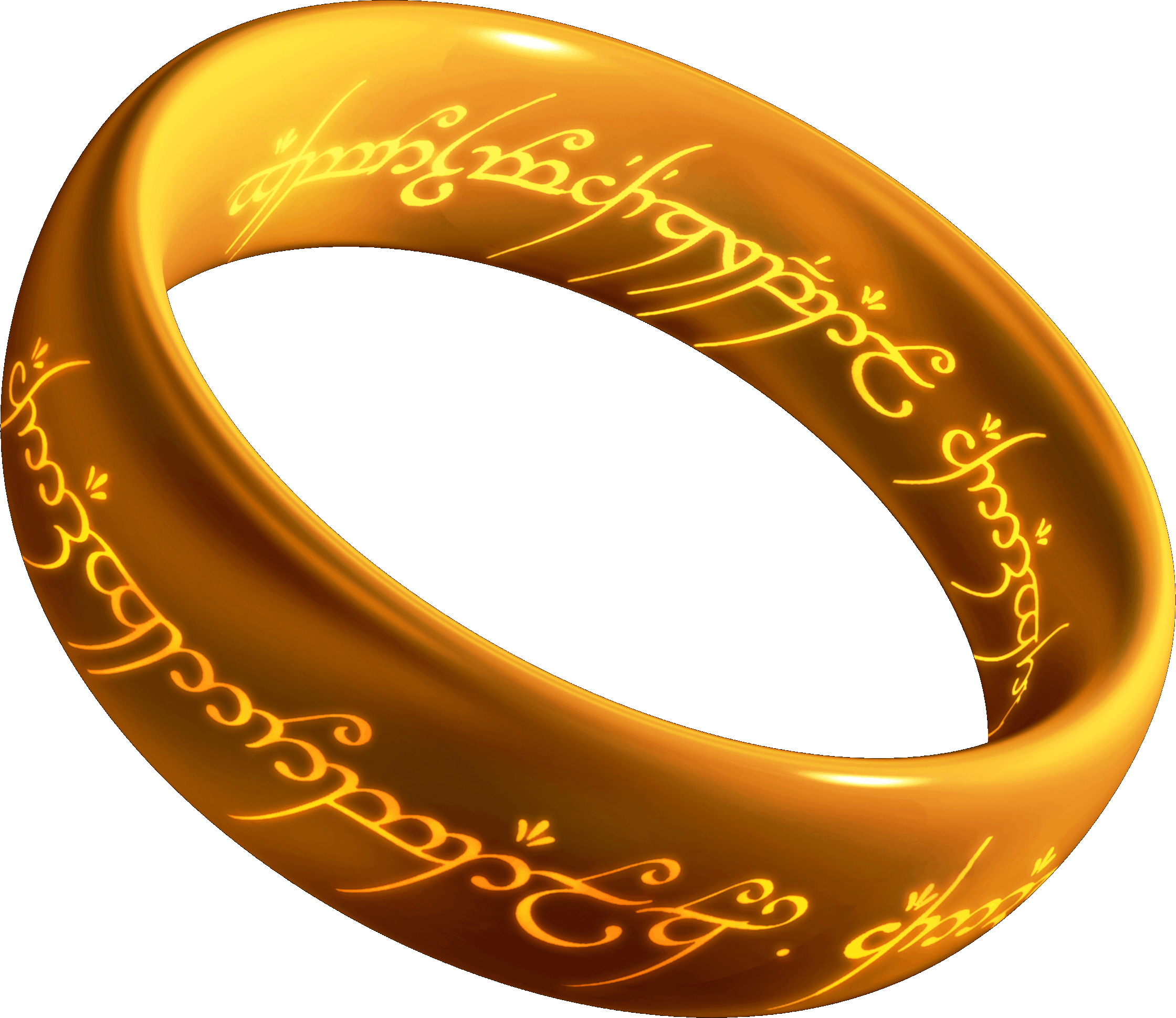
Az Egy Gyűrű

Évezredekkel ezelőtt Sauron, a Sötét Úr megalkotta az Egy Gyűrűt, amivel képes volt meghódítani Középfölde vidékeit, azáltal, hogy a Hatalom Gyűrűinek (nagy erővel rendelkező varázsgyűrűk, amiket Tündék, Törpök és Emberek kaptak meg) hordozóit rabszolgaságba kényszerítette. Az Emberek és Tündék utolsó hadai végül egyesülve a Végzet Hegyének lábánál legyőzték Sauron seregeit, ám a Nagyúrnak még sikerült végezni az emberek lakta Gondor királyával, Elendillel. Ekkor azonban váratlan dolog történt: Isildur, a király fia felkapta Narsilt, apja darabokra törött kardját, és lesújtva vele Sauronra, megszerezte az annak ujjáról leszakadt Gyűrűt. A sötétség serege így megsemmisült, maga a Nagyúr viszont nem halt meg; amíg ugyanis a Gyűrű nem pusztul el, Sauron szelleme is életben marad. A győzelem után Isildur az elpusztítása helyett magához vette a mágikus tárgyat, ám egy ork merénylet során meghalt, a Gyűrű pedig a feledés homályába merült. Évezredekkel később aztán egy Gollam nevű lény talált rá, akit a Ködhegység járataiban élve szokatlanul hosszú élettel ajándékozott meg az ereklye, ám később mégis cserben hagyta gazdáját. Így került egy kalandor hobbithoz, Zsákos Bilbóhoz, aki ezután otthonába, a Megyébe vitte…

### A megyében
Szürke Gandalf, a mágus a Megyébe látogat Bilbó száztizenegyedik születésnapjára. Az ünnepség vége meglepő fordulatot vesz: Bilbó elbúcsúzik az egybegyűltektől, és köddé válik a szemük láttára. Visszasiet házába, ahol a gyanakvó Gandalf már várja őt. Bilbó nehezen bár, de megválik a Gyűrűtől, s mindent unokaöccsére, Frodóra hagyva nekivág a messzeségnek. Gandalf megbízza a betoppanó Frodót, hogy rejtse el a Gyűrűt, míg ismét eljön. Kutatásai során a mágus felleli Isildur feljegyzéseit, s sietve vágtat vissza a Megyébe. Félelme beigazolódni látszik, mikor a tűzbe vetve a Gyűrűn mordori nyelven megjelenik az írás: „Egy Gyűrű mind fölött, Egy Gyűrű kegyetlen, Egy a sötétbe zár, bilincs az Egyetlen”. A mágus eligazítja Frodót, a Gyűrű új birtokosát, s a mindeközben az ablak alatt ólálkodó hobbit, Samu társaságában Bríbe küldi őket, maga pedig Orthancba siet Fehér Szarumánhoz.

### Menekülés a Nazgulok elől
Mindeközben Barad-dûrban kínozzák Gollamot, Minas Morgul városát elhagyják a Nazgulok, akik hajdanán királyok voltak, ám a Kilenc Gyűrű átokkal sújtotta őket. A gyűrűlidércek érzik a Gyűrű hívását, és a megkínzott Gollam két szavát követve a Megyébe tartanak, hogy megtalálják "Zsákost" akinél a Gyűrű van.
Frodóhoz és Samuhoz rövidesen csatlakozik másik két hobbit, Borbak Trufa és Tuk Pippin. Mikor szembetalálkoznak eggyel, akkor tudatosul a hobbitokban, hogy a Nazgulok a nyomukban vannak. A négy félszerzetnek sikerül eljutnia Bríbe, ahol találkoznak egy emberrel, akit Vándornak neveznek, és aki elvezeti őket Völgyzugolyba. Némi utazást követően megpihennek éjszakára Széltető sziklaszirtjén, ahol a Gyűrűlidércek megtámadják őket. Vándor felveszi velük a harcot, azonban Frodó súlyos sérülést szenved, s így sürgősen el kell érniük Völgyzugolyt gyógyírért. A Nazgulokkal a nyomában a tünde Arwen elviszi Frodót a gyönyörű helyre, ahol apja, Elrond meggyógyítja a hobbitot.

### A gyűrű sorsa
Völgyzugolyban Frodó ismét találkozik Gandalffal, aki elmeséli neki, hogyan menekült meg egy Sas hátán az áruló Saruman tornyának legtetején lévő börtönéből, és Bilbóval, akin a Gyűrű nélkül eltöltött idő megmutatkozik: az öregedés utolérte őt. Bilbó Frodónak adja régi kardját, Fullánkot és mithrilből készült mellényét. Elrond tanácsot hív össze, ahol határoznak a Gyűrű további sorsáról. Elpusztításának egyetlen módja, ha a Végzet Hegyének fortyogó tüzébe vetik, ahol kovácsolták, ám ez a hely Mordorban van, Barad-dur közelében, ahonnan Sauron figyel. Frodó elvállaja a feladatot. Útján elkíséri három hobbit barátja és Gandalf, akárcsak Vándor, akiről kiderül, ő Aragorn, Gondor királyainak törvényes utóda. Csatlakozik hozzájuk a tünde Legolas, a törp Gimli és Gondor helytartójának fia, Boromir. Ők kilencen alkotják a Gyűrű Szövetségét.

### Rögös út
A Szövetség útra kel, a Caradhras hegy hágója felé tartanak, ám Saruman bűvölete megfékezi őket. Kénytelenek hát a hegy belsejében, Moria sötét és mély bányáin át utazni. Viszontagságos útjuk során megküzdenek számtalan orkkal, egy barlangi trollal, s ezután a Szövetség szembekerül az ősi világ egyik démonával, a Balroggal. Khazad-dum hídjánál Gandalf szembeszegül a szörnyeteggel, időt adva a többieknek a kijutásra, ám ő a végtelen mélységbe veszik a démonnal egyetemben.
A csapat a tündék erdejébe, Lothlórienbe siet, ahol Galadriel úrnő és férje, Celeborn nyújt nekik szállást. Pihenés után úgy döntenek, hogy az Anduin folyón folytatják útjukat, Parth Galen felé. Indulásuk előtt Galadriel egy értékes ajándékot nyújt át Frodónak, Celeborn pedig figyelmezteti Aragornt, hogy Saruman orkjai a nyomukban vannak. Parth Galennél kikötve, Boromir megpróbálja elvenni a Gyűrűt Frodótól, a hobbitnak azonban, ujjára húzva azt, sikerül elmenekülnie előle. Mivel úgy érzi, a Gyűrű kísértése túl erősen hathat a Szövetség tagjaira, Frodó úgy dönt, otthagyja őket és egyedül folytatja útját Mordor felé. Ezalatt a többieket orkok támadják meg.

### A folytatás előzményei
A csata végén az orkok parancsnoka, Lurtz halálos sebeket ejt Boromiron, akinek így nem sikerül megakadályoznia, hogy Saruman szolgái magukkal vigyék Trufát és Pippint. Aragorn, Legolas és Gimli elhatározza, hogy követik az orkokat és kiszabadítják a két hobbitot. Samu csatlakozik Frodóhoz, és együtt indulnak Mordor felé.

## Produkció

### A forgatókönyv
Számos változtatás, bővítés és kurtítás fedezhető fel a filmben a könyvhöz viszonyítva, többnyire a gyorsabb cselekményvezetés és a jellemfejlődés okán.
A prológus történésein módosításokat eszközöltek. Az Utolsó Szövetség bemutatása, mely hét éven át küzdött Sauron ellen, sosem szerepel ilyen formában a könyvben, hanem különböző narratívákból ismerhetjük meg, Leginkább a Gyűrű kereséséből vagy az Elrond Tanácsa fejezetből. Gil-galad és Elendil elpusztul a Sauronnal vívott harcban, a Narsil, Elendil kardja kettétörik (nem több darabra). Sauron testét is sikerül legyőzni és elpusztítani, noha szelleme csak akkor húzódik vissza, mikor Isildur levágja róla a Gyűrűt (csak egy ujját veszti el). Isildurnak csupán tanácsolták az Egy Gyűrű elpusztítását, a könyvben nem szerepel, hogy ő és Elrond ténylegesen a Végzet Hegyének katlanjához indultak.
A film kezdetén elmúló időt lerövidítették: alapvető különbség, hogy Gandalfnak nincs róla tudomása, hogy Bilbó elhagyni készül a Megyét. A könyvben 17 év telik el a Gyűrű Frodóra bízása és a Gyűrű feliratának megjelenése között, ezt folytonossági okokból összesűrítették. Frodó továbbá több hónapot tölt el a Bríbe vezető útra való felkészüléssel, ami a filmben csupán egy óra.
Szintén spórol az adaptáció a Zsáklak elhagyása és a Trufával és Pippinnel való találkozás között eltelt időt illetően. Kimaradt a filmből több karakter, úgymint Bombadil Toma, a túl sok szereplő és a cselekmény lassúsága miatt. Ehelyett több jelenetet alkottak Saruman számára, aki csak flashbackekben tűnik fel egészen A két toronyig. Gandalf foglyul ejtése szintén kibővült egy Tolkientől meglehetősen idegen összecsapás-jelenettel.
Jelentős újítás a film részéről, hogy Aragornnak le kell győznie kétségeit magával szemben a trón elfoglalását illetően. Ezen önbizalomhiány-elem nincs jelen Tolkien könyvében, ahol Aragorn trónra kíván lépni, a megfelelő időben. Rögtön azután újrakovácsoltatja Narsilt, hogy a Szövetség tagja lesz, ám ez a filmváltozatban csak A Gyűrűk Ura: A király visszatérben következik be. Minderre azért volt szükség, hogy – a könyv részletes leírásainak hiánya miatt – elmélyítsék Aragorn karakterét. Arwennek is jóval láthatóbb, noha nem túl nagy szerep jutott a filmben; ő váltja fel Glorfindelt Frodó megmentésekor. Ő rázza fel a Bruinen folyó hullámait bűvölésével. Ez a könyvben afféle csapda (amit Elrond irányít, ám Gandalftól származik a lovak effektusa). A módosítások szerint Elrond is kételkedik az Emberek erejében, abban, hogy képesek-e a túlélésre király nélkül.
Boromir karakterizációja is kiegészült némileg, végső csatája Amon Hennél pedig átkerült A Gyűrű Szövetségébe (a könyvben ez A két torony elején történik, ami azonban közvetlen folytatása A Gyűrű Szövetsége utolsó fejezetének).
Az Amon Hennél vívott csatát nem követi konkrétan a könyv (A két torony), ehelyett a szereplők narrációja által ismerjük meg. Aragorn azután érkezik a haldokló Boromirhoz, hogy az Uruk-hai már távozott, a regényben nem csap össze velük. Gimli és Legolas ezután tűnik fel a színen, az előbbi azt mondja, hogy „orkokra vadásztak”. A filmben az egész ütközet egy afféle csúcspontként szolgál, ahol a Szövetség összes tagja – a hobbitok kivételével – számos szörnyeteggel végez. A könyvben továbbá az Amon Hennél harcoló orkcsapatok között akadnak egyszerű orkok is (Barad-durból és Moriából) Saruman Uruk-hai-jai mellett. Az adaptációban csak a Fehér Kezet (Saruman jelképe) viselő orkok támadnak a Szövetségre. A Gyűrűk Ura: A két torony bővített változatában látható, amint mordori orkok csatlakoznak az Uruk-hai-khoz rohani útjukon.
A befejezés dinamikája rendkívüli különbözőséggel bír az alapanyaghoz képest. A könyv káosszal ér véget. Frodónak és Samunak fogalma sincs az ork-támadásról, Aragorn, Legolas és Gimli csak annyit tud, hogy néhány hobbit fogságba esett, de nem tudják, kik, végül pedig Trufa és Pippin előtt ismeretlen tény marad, hogy a Szövetség felbomlott. (Mindez annak eredménye, hogy a könyvek egyként íródtak, így az olvasó azonnal folytathatja A két toronnyal). A film készítésekor a forgatókönyvírók úgy érezték, szükség van egy sokkalta átláthatóbb és kielégítőbb befejezés megalkotására, hogy ne hagyják kétségek között a moziközönséget, akik csak egy év elteltével láthatják a folytatást. Így a szereplők ismeretei és döntései világosabbá váltak: Frodó elköszön társaitól (Aragorntól), Trufa és Pippin ráébred, hogy Frodó továbbáll, ezért magukra vonják az orkok figyelmét, hogy szabad utat biztosítsanak barátjuknak, Aragorn, Legolas és Gimli rájön, hogy többet nem tehetnek Frodóért, és a két elrabolt hobbit után indulnak. Ezen változtatások továbbá lehetővé tették, hogy a második film azonnal akcióval és előrehaladó cselekménnyel folytatódhasson ahelyett, hogy az első rész végének szálait vegye fel ismét. Boromir halála is hasonló okok miatt lett átemelve A két torony elejéről.
A változtatások teljes listája megtalálható a The Nitpicker's Guide to The Lord of the Rings-en. (angol nyelven)

### Grafikus tervezés
Alan Lee és John Howe voltak a filmtrilógia alapvető konceptuális tervezői, akik már rendelkeztek tapasztalattal, mint a könyv illusztrátorai. Howe alkotta meg például Zsáklak enteriőrjét, kibővítve korábbi, a Középfölde térképgyűjteményen végzett munkáját. Lee munkája Völgyzugoly, Mória és Lórien.

### Forgatási helyszínek
A forgatási helyszínek listája, a filmben való feltűnésük sorrendje szerint:
| Fiktív helyszín   | Pontos helyszín Új-Zélandon    | Nagyobb terület Új-Zélandon |
| ----------------- | ------------------------------ | --------------------------- |
| Hobbitfalva       | Matamata                       | Waikato                     |
| Vasudvard kertjei | Harcourt Park                  | Felső-Hutt                  |
| A Megye erdői     | Otaki Gorge Road               | Kapiti Coast District       |
| A borbuggyani rév | Keeling Farm, Manakau          | Horowhenua                  |
| A Brí-közeli erdő | Takaka-hegy                    | Nelson                      |
| Trollvadon        | Waitarere-erdő                 | Horowhenua                  |
| Bruinen-gázló     | Arrowtown Recreational Reserve | Queenstown                  |
| Völgyzugoly       | Kaitoke Regional Park          | Felső-Hutt                  |
| Magyalföld        | Mount Olympus                  | Nelson                      |
| Nősziromföld      | Alta-tó                        | The Remarkables             |
| Nősziromföld      | Mount Owen                     | Nelson                      |
| Lothlórien        | Wakatipu-tó                    | Queenstown                  |
| Anduin-folyó      | Rangitikei-folyó               | Rangitikei District         |
| Anduin-folyó      | Poet's Corner                  | Felső-Hutt                  |
| Parth Galen       | Paradise                       | Glenorchy                   |
| Amon Hen          | Mavora-tavak                   | Milford Sound               |

### Speciális effektusok
A Gyűrű Szövetsége kiterjedten alkalmaz digitális, gyakorlati és maszkok általi különleges effektusokat. Egy-egy megfigyelhető illúzió szinte minden jelenetben akad, amiben a szereplők eltérő magasságát hozzák a megfelelő arányba. Elijah Wood, Frodó megszemélyesítője, a valóságban 1,68 méter magas, Zsákos Frodó karaktere azonban alig éri el a négy lábat (1,2 m). Számtalan különböző trükköt használtak a hobbitok (illetve Gimli és a többi törp esetében is) pöttöm termetének megjelenítésére. (Szerencsés eset, hogy John Rhys-Davies, Gimli alakítója épp oly magas a hobbit-színészekhez viszonyítva, amilyet a szerepe megkövetelt, így nem volt szükség számára egy harmadik magasság-variáció megalkotására.) Nagyobb és kisebb dublőröket is alkalmaztak bizonyos jelenetekben, míg egyes díszletek (köztük Zsáklak és Hobbitfalva) teljes duplikációjára is szükség volt két különböző méretben, hogy a szereplők a nekik megfelelő méretűben forgathassák jeleneteiket. Egy ponton a film során Frodó végigszalad Zsáklak folyosóján, Gandalf követi őt. Elijah Wood és Ian McKellen felvételeit a két különböző méretű díszlet azonos folyosóján rögzítették, a gyors kameramozgás pedig elrejti a kettő közti vágást. A különböző perspektívák nyújtotta lehetőségekkel is éltek az alkotók, így azt a hatást érték el, hogy a hobbitokat alakító színészek jóval kisebbnek tetszenek, mint az Emberek és a Tündék, noha egyazon jelenetben látja őket a néző, vágás nélkül. Még a letérdelés egyszerű fortélyát is bevetették, ami készítők nagy meglepetésére hatásos módszernek bizonyult a látszat megteremtésére.
Az Utolsó Szövetség és Szauron seregeinek ütközetéhez, amivel a film kezdődik, egy különálló CGI animációs rendszert fejlesztett ki Stephan Regelous, amit Massive-nak neveztek el, ezen program alkalmazásával lehetőség nyílik különálló „karakterek” ezreinek egymástól független animálására. Mindez elősegítette a csatajelenetek realizmusának illúzióját. A Gyűrűk Ura DVD-jének „Így készült”je fényt derít néhány érdekes kezdeti problémára: a szereplők csoportjai közti csata első kivitelezésekor rossz csapatok támadtak egymásra. Egy másik korai demóban észrevehető volt, hogy a csatamező legszélén lévő harcosok elszaladtak. Ennek oka nem az volt, hogy gyávaságra (avagy túlélésre) programozták őket, illetve nem látták az ellenséget és csak úgy elmenekültek, hanem az, hogy eredendően rossz irányba mozogtak, s a program szerint addig kellett futniuk, míg ellenséggel nem akadtak össze.

### Filmzene
A Gyűrűk Ura-filmek zenéjét Howard Shore komponálta. Két eredeti dal, köztük a végefőcím dala, a „May It Be”, Enya szerzeménye és előadása. Mindhárom rész filmezenalbumát a Warner Music Grouphoz tartozó Reprise Records adta ki.

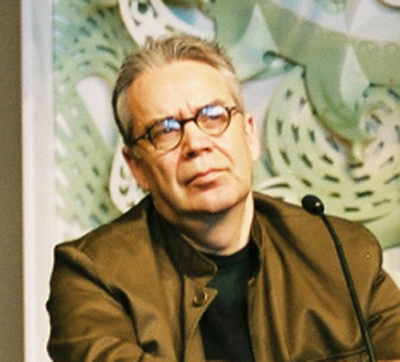
Howard Shore

#### Zenelista
1. „The Prophecy” – 3:54
2. „Concerning Hobbits” – 2:55
3. „The Shadow of the Past” – 3:33
4. „The Treason of Isengard” – 4:01
5. „The Black Rider” – 2:48
6. „At the Sign of the Prancing Pony” – 3:14
7. „A Knife in the Dark” – 3:34
8. „Flight to the Ford” – 4:15
9. „Many Meetings” – 3:05
10. „The Council of Elrond”, benne: „Aníron (Theme for Aragorn and Arwen)”, szerezte és előadja Enya – 3:49
11. „The Ring Goes South” – 2:03
12. „A Journey in the Dark” – 4:20
13. „The Bridge of Khazad Dûm” – 5:57
14. „Lothlórien” – 4:34
15. „The Great River” – 2:43
16. „Amon Hen” – 5:02
17. „The Breaking of the Fellowship” – 7:21
18. „May It Be”, szerezte és előadja Enya – 4:16

## Bővített változat
A moziváltozat sikerének köszönhetően megjelent a film bővített kiadása (208 perc), új vágással, további speciális effektusokkal és zenével. Ezen DVD-kiadvány megjelenésére 2002. november 12-én került sor, s tartalmaz négy audiokommentárt és többórányi további bónuszanyagot. A nagy sikernek hála a folytatások is megérték a hasonló megjelenést.
Megemlítendő a behelyezett jelenetek közül a film új kezdete (a prológust követően) és számos jellemépítő elem, bemutatva több szereplő (kiemelendő Aragorn és Galadriel) más oldalát, ami a nagyrészt Frodó karaktere köré vágott moziverzióból hiányzott. Az újólag hozzáadott jelenetek között találjuk az alábbiakat:
- A nyitójelenetben bővebben kerül ábrázolásra a nősziromföldei mészárlás, amikor Isildur elvesztette a gyűrűt és elesett.
- A nyitójelenet után Bilbót láthatjuk, ahogy éppen az emlékiratainak készítése közben azon tanakodik, hogyan kezdjen hozzá. Hasonlóan a regényhez, ő is egy általános jellemzéssel kezdi, "A hobbitokról" címmel.
- Amikor Frodó és Gandalf találkoznak, a szekéren nem Frodó kérdezgeti a nagyvilágról Gandalfot, hanem Gandalf kérdez rá, hogy mi újság Bilbóval. Frodó bevallja, hogy aggódik miatta, mert egy ideje furcsán viselkedik, régi térképekkel bezárkódik hosszú órákra – majd azt is láthatjuk, ahogy az aggódó Bilbó azt hiszi, hogy elvesztette a Gyűrűt.
- Miközben Gandalf Bilbóéknál vendégeskedik, bekopogtatnak Tarisznyádi-Zsákosék, akik elől Bilbó bújkál.
- Az ünnepségen Bilbó épp Nagytüszőfinét üdvözli, amikor Tarisznyádi-Zsákosék ismét megjelennek. Frodót egy pillanatra félrevonja, ahol bevallja unokaöccsének, hogy nagyon önző volt, és azért fogadta őt örökbe, mert ő az egyetlen Zsákos, akiben érzi a szellemet.
- A morotvai Zöld Sárkányban iszogatnak a hobbitok. Köztük van Veres Tóni is, és arról beszélgetnek, hogy furcsa dolgok történnek mostanság. Ebből a jelenetből derül ki, hogy Samu szerelmes a kocsmárosnéba, Csűrös Roziba, de nem meri neki megmondani.
- Frodó és Samu utazásuk első napján Szürkerév felé tartó erdei tündékkel találkoznak.
- Bríben Papsajt Ászok egy kicsivel többet beszél, a hobbitok pedig hosszabban tanakodnak, vajon megbízhatnak-e Vándorban.
- A társaság keresztülhalad a Szúnyogos-mocsáron.
- Völgyzugoly felé tartó útjuk során Aragorn elejt egy szarvast, és amikor megérkezik vele, énekel. Frodó megkérdezi, miről szól a dal, és ő elmondja, hogy Beren és Lúthien történetéről.
- Völgyzugoly felé menekülésük közben a társaság megtalálja a trollokat, akik Bilbóék útja idején váltak kővé.
- Boromir és Aragorn váltanak pár szót, amikor az előbbi megnézi magának a Narsil töredékeit.
- Elrond Tanácsában felszólal Boromir, aki megosztja a hallgatósággal, hogy milyen különös álmot látott. Már éppen hozzáérne a Gyűrűhöz, amikor Elrond rászól. Itt egy korábbi szinkronbakit is javítottak, ugyanis az eredeti változatban Boromir apjára mint Gondor királya hivatkozik (annak ellenére, hogy pár mondattal később épp ő mondja ki: "Gondornak nincs királya"). A bővített változatban Denethorra már helyesen mint Gondor helytartójára hivatkozik. Ezután Gandalf kimondja a Fekete Beszéd nyelvén, hogy mi is van a Gyűrűre írva, mindenki megdöbbenésére. Gandalf azt mondja, ez bizonyítja, hogy a Gyűrű gonosz.
- Aragorn meglátogatja anyja sírját. Vele tart Elrond is, és elmondja neki, hogy egyedül ő érdemes arra, hogy hordja a királyok kardját, amit újjá tudnak kovácsolni a tündék. Aragorn nem szeretne ekkora felelősséget.
- A Szövetség búcsúja Völgyzugolyban. Összegyűlnek valamennyien, és Frodónak kellene elindulnia. Fogalma sincs, hogy merre induljon, és Gandalftól kér segítséget, aki finoman útnak indítja.
- Útjuk során Trufa, Pippin, Boromir és Aragorn együtt küzdenek játékosan.
- Mikor Gandalf azt mondja, hogy döntse el a Gyűrűhordozó, hogy a Caradhras helyett Morián keresztül menjenek-e, Boromir felkiált, hogy ha itt maradnak, abba a hobbitok belepusztulnak.
- Moria felé tartva Gandalf és Frodó beszélgetnek. Gandalf szerint a Gyűrűnek növekszik a hatalma, és előbb vagy utóbb társaságukban is viszályt szíthat. Azt is bevallja, hogy léteznek olyan erők, melyekkel még ő maga sem veheti fel a harcot.
- Moria falainál Gimli megjegyzi, hogy a törpajtók láthatatlanok, ha be vannak zárva. Amikor erre Gandalf azt mondja, hogy még maguk az alkotóik sem találják meg, ha a titkukat elfelejtették, Legolas közbeszól, hogy ezen nem lepődött meg.
- Mikor Gandalf Moria kapuját akarja kinyitni, más snitteket használtak.
- Moriában Gandalf elmeséli, mitől olyan értékes a mithril, és hogy Bilbó annak idején kapott egy mithril-páncélinget, ami értékesebb, mint az egész Megye együttvéve.
- Frodó és Gandalf többet beszélnek Gollamról Moriában.
- A jelenetben, ahol Haldír közli Gimlivel, hogy a sötétben könnyűszerrel le tudná őt lőni Aragorn nem válaszol azonnal. Helyette egy új jelenet került betoldásra, ahol az egyik fa tetején kialakított szálláshelyen van a társaság, akiket üdvözölnek. Míg Aragorn és Legolas tündenyelven köszöntik vendéglátóikat, Gimli törpnyelven inzultálja őket. Haldír nem akarja beengedni őket Lothlórienbe a gonoszság miatt, amit magukkal hordoznak. Később Aragorn vitatkozik Haldírral, és meggyőzi őt. Boromir azt mondja Frodónak, hogy Gandalf halála nem volt hiábavaló. Másnap Haldír elvezeti a társaságot Caras Galadhonba.
- Amikor megérkeznek Celeborn és Galadriel színe elé, Galadriel gondolatai Gandalf halálával kapcsolatosan további mondatokkal egészülnek ki. Ezután név szerint szólítja Gimlit is.
- Samu, amikor meghallja, hogy a tündék énekben siratják Gandalfot, megkísérli, hogy ő is írjon egy verset a tűzijátékairól.
- Galadriel megemlíti Frodónak, hogy ő is Gyűrűhordozó.
- Amikor a társaság útnak indul Lothlórienből, Celeborn köpenyeket ad nekik, amelyekről elárulja, hogy azok eltakarják őket a gonosz szemek elől. Legolas bemutatja a lembast Trufának és Pippinnek, akik belakmároznak belőle annak ellenére, hogy egyetlen szelet egész napra elegendő. Ezután Celeborn egy tőrt ad Aragornnak, mert tudja, hogy az orkok követik őket. Galadriel mindenkinek ajándékokat ad: ekkor kapja Legolas az íját, Trufa és Pippin tőreiket, Samu a tündekötelet, Gimli pedig szemlesütve prionkodik, amikor az ajándékokra kerül a sor. Később elárulja a többieknek, hogy Galadriel egy arany hajszálát kérte ajándékba, Galadriel hármat adott. Aragorn azt kéri Galadrieltől, hogy Arwent küldjék Valinorba, mire Galadriel azt feleli, hogy ez az ő döntése lesz.
- Aragorn és Boromir észreveszi Gollamot egy fatuskón. Aragorn megjegyzi, hogy már Moria óta követi őket. Boromir aggódni kezd Frodó miatt, aki újabban nem eszik és nem alszik. Ezt követően azt javasolja, hogy menjenek Minas Tirithbe, amit Aragorn elutasít. Boromir erre megvádolja, hogy nem hisz a népük erejében és hogy fél a végzetétől.
- Az uruk-haiok támadásakor Trufa és Pippin nem rohannak el, hanem megpróbálnak segíteni Boromirnak.
- Rajongók felsorolása a végefőcímben

## Fontosabb díjak és jelölések
BAFTA-díj (2002)
- díj: legjobb film – Tim Sanders, Barrie M. Osborne, Peter Jackson
- díj: legjobb vizuális effektusok – Mark Stetson, Randall William Cook, Alex Funke, Richard Taylor, Jim Rygiel
- díj: legjobb smink és maszk – Peter King, Peter Owen, Richard Taylor

MTV Movie Awards (2002)
- díj: legjobb film
- díj: legjobb első szereplés (férfi) – Orlando Bloom
- jelölés: legjobb férfi főszereplő – Elijah Wood
- jelölés: legjobb bunyó – Christopher Lee, Ian McKellen
- jelölés: legjobb akciójelenet

Oscar-díj (2002)
- díj: legjobb operatőr – Andrew Lesnie
- díj: legjobb vizuális effektusok – Randall William Cook
- díj: legjobb eredeti filmzene – Howard Shore
- díj: legjobb smink és maszk – Richard Taylor, Peter Owen
- jelölés: legjobb film
- jelölés: legjobb rendező – Peter Jackson
- jelölés: legjobb férfi mellékszereplő – Ian McKellen
- jelölés: legjobb adaptált forgatókönyv – Frances Walsh, Peter Jackson, Philippa Boyens
- jelölés: legjobb jelmeztervezés – Ngila Dickson
- jelölés: legjobb látványtervezés – Dan Hennah, Grant Major
- jelölés: legjobb hang – Christopher Boyes, Gethin Creagh, Michael Semanick, Hammond Peek
- jelölés: legjobb eredeti filmdal – Enya
- jelölés: legjobb vágás – John Gilbert

Hugo-díj (2002)
- díj: legjobb filmdráma

Golden Globe-díj (2002)
- jelölés: legjobb film – drámai kategória